# دهق

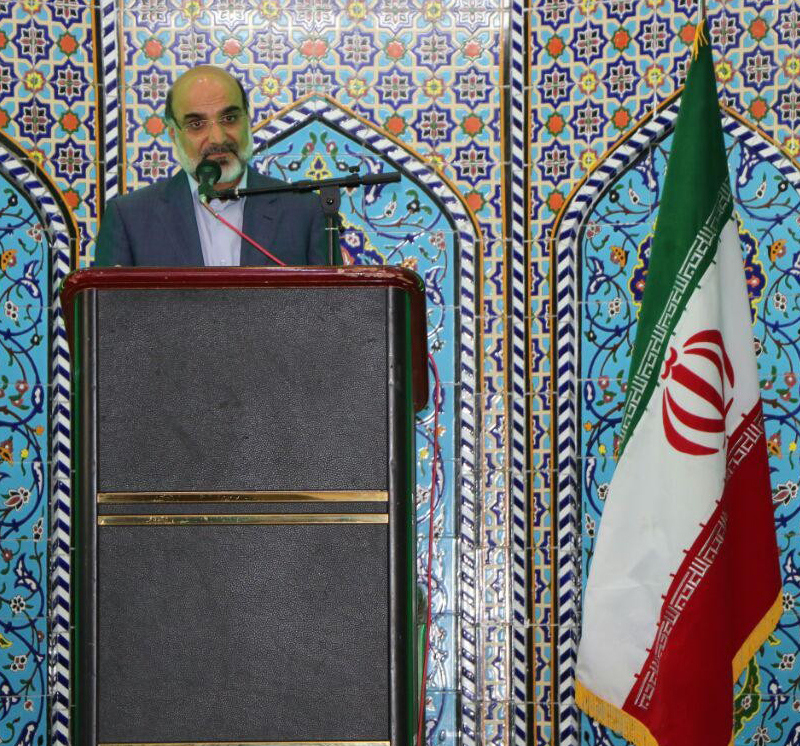
سخنرانی علی عسگری رییس سابق صدا و سیما در مصلی امام خمینی (ره) شهر دهق

دِهَق شهری از توابع بخش مهردشت شهرستان نجف‌آباد در استان اصفهان در مرکز ایران است.
بر اساس سرشماری سال ۱۳۹۰ خورشیدی این شهر ۱۵۰۰۰ نفر جمعیت داشته و طبق سرشماری سال ۱۳۹۵ جمعیت دهق ۲۵۰۰۰ نفر است.
این شهر دارای یک شهر صنعتی است که در ۸۰ کیلومتری شهر اصفهان واقع شده‌ است و قطب دوم نساجی کشور محسوب می‌شود.
ایستگاه چهارم تقویت فشار گاز از خطوط لوله سراسری گاز در این شهر واقع شده‌است.
این شهر زادگاه مشاهیری چون  عبدالعلی علی‌عسگری هفتمین رئیس سازمان صدا و سیمای جمهوری اسلامی ایران و مجتبی راعی کارگردان سینما و تلویزیون می باشد. 
دهق به شهر هنر و صنعت معروف می‌باشد.

## اعضای شورای اسلامی ششم
۱. رسول دانش نیا
۲. فرشید یوسفی
۳. سهیلا مومنی
۴. مصطفی عادلی
۵. زین العابدین علی عسگری

## تاریخچه شهر
از دیرباز زندگی در دهق با توجه به آثار به جای مانده چه قبل از اسلام و بعد از اسلام وجود داشته‌است. دهق شهری با مردمانی سختکوش، مجاهد و مبارز در تاریخ از خود شهرتی خاص به جای گذاشته‌است.
دهق با قرار گرفتن بین دو کاروانسرای عباسی و جاده ابریشم و با داشتن آثار تاریخی در این مسیر از شهرهای قدیمی ایران است.
بر روی سنگ قبرها آثاری به جای مانده که خود گویای باستانی بودن شهر، اسلامی بودن و تاریخی بیش از هزار سال دارد در قسمت شمالی دهق کوهی قرار دارد که به کوه کاهن‌ها شهرت دارد و آثار و اثرات زندگی بیش از هزار سال گویای این نکته است که مردمانی با سعی و تلاش و مبارزه با سختی‌های زمان خود بر روی آن سکنی گزیده‌اند و مکانی را با بیش از هزار سال قدمت برای خود و خانواده خود برگزیده‌اند که طرز فکر و سبک معماری آن‌ها برای مبارزه با حوادث طبیعی و غیرطبیعی را نمی‌توان نادیده گرفت و باید آن‌ها را نسبت به زمان خود تحسین کرد. ساکنانش بعد از مدتی کاهن یا کافر بودن را کنار گذاشتند و با آغوش باز دین اسلام را پذیرفتند و آن را بر دین زرتشت برتری دادند.
ساخت درب‌های سنگی و هفت دروازه سنگی ورودی شهر برای مبارزه با غارتگران و همینطور استفاده از بهترین آلیاژ در زمان خود در خور تحسین است سنگی بزرگ به نام دروازه که هنوز دو تا از آن‌ها ایستاده و استوار در مقابل این درب‌های جدید و ماشینی رخ می‌نمایاند. در دهق مساجد قدیمی وجود دارد که از جمله می‌توان مسجد جامع را نام برد که در نزدیکی یک از هفت دروازه شهر و دارای درهایی از سنگ یک تخته و بزرگ بوده‌اند. این مسجد که تاریخ بنایش به ۷۰۰ سال پیش می‌رسد با خشت خام ساخته شده به صورت سقف‌های کوتاه است و همچنین ستون‌های سنگی یک متر در یک متر که شباهتهایی هم می‌توان گفت با شبستان مسجد جامع اصفهان دارد ولی بودن گچ بری‌ها و در نهایت سادگی بدون پتزیینات اما محکم و مقاوم ساخته شده‌است. همچنین روی این شبستان‌ها نیز یک سالن بزرگ همانند طبقه زیرین وجود دارد. نوع معماری این مسجد به سبک ساختمان سلجوقیان می‌باشد.

## موقعیت جغرافیایی شهر دهق
شهر دهق با فاصله ۹۵ کیلوتری غرب اصفهان قرار گرفته‌ است و طبقه نوشته فرهنگ آبادی‌های ایران بر روی نقطه ای به مشخصات جغرافیایی ۰۸/۵۱ درجه طول شرقی از نصف النهار گرینویچ و عرض جغرافیایی با مدار ۰۳/۳۳ درجه عرض شمالی و ارتفاع ۱۹۵۸ متر از سطح دریا قرار گرفته‌است، بیجا نیست. به آنچه از معرفی دهق در دایرةالمعارف فارسی آقای غلامحسین مصاحب تألیف سال ۱۳۴۵
نوشته شده، اشاره ای می‌کنیم. (در شمال غربی شهرستان نجف آباد استان دهم (اصفهان) واقع گردیده‌است و دارای ۱۳ آبادی است). ارتفاعات شمالی آن کوه صالح (بلندترین قله ۲۰۰۰ متر از سطح دریا) و ارتفاعات جنوبی کوه مکه بلندترین قله ۱۸۰۰ متر از سطح دریا هست و شعبه از رود مرغاب از کوه‌های آن سرچشمه می‌گیرد. شهر دهق در ۶۲ کیلومتری شمال غربی نجف آباد است.

## نگارخانه
|                                         |                   | سد خاکی شهر دهق                                               |
| دروازه ارگ حکومتی دهق یا خانه سلطانی ها | مسجد جامع شهر دهق | حضور استاندار محترم و هیئت همراه در کلینیک تخصصی امام سجاد(ع) |
| --------------------------------------- | ----------------- | ------------------------------------------------------------- |

## وجه تسمیه
دهق معرب دِهَک پارسی می‌باشد.

## ویژگیهای اساسی اقلیم و منابع آب در منطقه
- باد : میانگین نسبت هوای آرام یعنی سرعت کمتر از یک نات در دهق در طول

سال ۴۲ درصد می‌باشد. بیشترین میزان ناآرامی هوا در فصل بهار و کمترین آن
در فصل پایین و زمستان است.
- درجه حرارت : میانگین درجه حرارت سالیانه ۲/۱۴ درجه است. حداکثر مطلق

۵/۴۰ درجه و حداقل مطلق ۱۷- درجه می‌باشد. تعداد متوسط روزهای یخبندان
سالانه ۹۳ روز است. میزان بارندگی متوسطه سالیانه ۱۴۲ میلی‌متر است.
- رطوبت نسبی: در دیماه ۴/۶۵ و در تیرماه ۹/۲۳ است.

## غذاهای سنتی
در این قسمت برخی از مهم‌ترین غذاهای سنتی، که در زندگی روزانهٔ مردم استفاده می‌شده‌است، توضیح داده می‌شود. برخی از این غذاها هنوز هم مورد استقبال قرار می‌گیرند. در زمان‌های گذشته، از یک سو به علت این که بسیاری از مردم زندگی ساده ای داشتند و از نظر معیشتی و رفاه در سطح بالایی نبودند و از سوی دیگر به جهت این که زمان زیادی برای پخت غذا در اختیار نداشتند و باید به کارهای مختلف کشاورزی و خانه رسیدگی می‌کردند، برنامهٔ غذایی، بسیار ساده و کم هزینه بود. صبحانهٔ آن‌ها به‌طور معمول: نان و پنیر، شیر، و نان شیری (نوشیری) بوده‌است. یکی از وعده‌های غذایی نهار یا شام به‌طور معمول آب گوشت، ماست و شیره، کال جوش، تخم مرغ، و … بوده‌است.
تهیهٔ نان: در قدیم نان مصرفی خانه‌ها توسط زنان در منزل در مطبخ پخته می‌شد. در هر مطبخ، تنوری برای پخت نان وجود داشت. هر خانواده هر ۲۰ الی ۴۰ روز یک بار نان می‌پخت و در هر پخت، بسته به تعداد افراد خانواده ۳ الی ۵ من (هر من معادل ۶ کیلوگرم است) آرد خمیر می‌کردند. نان‌ها را پس از سرد شدن در ظرف بزرگی به نام «چیل چی» قرار می‌دادند (چیل چی ظرف گلی بزرگی بوده‌است و به تدریج از آن برمی‌داشتند و مصرف می‌کردند. زمانی که یک خانواده نان می‌پخت برای همسایه‌ها و خویشان نزدیک هم چند عدد نان تازه می‌فرستاد.
پس از پخت نان گاهی سیب زمینی، چغندر، و کدو در آتش‌های رو به خاکستر تنور قرار می‌دادند تا پخته شود که خیلی خوشمزه می‌شد.
- آب گوشت: یکی از پر مصرف‌ترین و معمول‌ترین غذاهای قدیم آب گوشت بوده‌است. در قدیم برای پخت این غذا از چربی زیادی استفاده می‌شد. بر خلاف امروز، در گذشته اکثر کارها فیزیکی و نیازمند انرژی زیادی بود؛ بنابراین اکثر غذاها پرچرب بود. وقتی افراد برای خرید گوشت به قصابی مراجعه می‌کردند، از قصاب می‌خواستند که به آن‌ها چربی بیشتری بدهد. آب گوشت، غذای کاملی بود و در ترکیب آن از گوشت پرچرب، نخود و لوبیا، سیب زمینی، ادویه، و نمک استفاده می‌شده‌است. به‌طور معمول پس از جدا کردن آب، بقیهٔ مواد را با گوشت کوب چوبی می‌کوبیدند و می‌خوردند (که به آن گوش کوفته» نیز می‌گویند).
- ماست دوآ: این غذای سنتی از سیرابی، برنج، دوغ جوشیده (یا کشک ساییده)، و نخود تهیه می‌شود.
- قورمه: این غذای قدیمی بیشتر برای چوپانها، که مدتی را در صحرا و بیابان می‌گذرانند، پخته می‌شد. زمانی که خانواده ای گوسفند یا گاوی را سر می‌برید، مقدار زیادی چربی، گوشت، و پی به دست می‌آمد. برای این که این‌ها خراب نشود آن را به خوبی می‌پختند، نمک زیادی هم به آن می‌زدند، داخل سیرابی پخته نشده می‌ریختند، و سیرابی را با نخ و سوزن می‌دوختند. سیرابی، با دمای گوشت داخل آن به تدریج می‌پخت و آمادهی مصرف می‌شد. این غذا را می‌توانستند چند ماه در مکان خنکی نگهداری کنند. به تدریج، و بر حسب نیاز، مقداری از آن را جدا می‌کردند و پس از گرم کردن مصرف می‌کردند، که بسیار خوشمزه بود.
- ماست و شیره: در مواقعی که فرصت زیادی برای پخت غذا نبود، ماست و شیره انگی را با هم مخلوط می‌کردند و با نان می‌خوردند. نان عیدی: نان‌های شیرین زرد، کوچک، و ضخیمی بود که با شیر، آرد، شکر یا خاکه قند، جوش شیرین، و زردچوبه تهیه و در نزدیک عید می‌پختند.
- نوشیری: شیر گاو را پس از دوشیدن (در غروب آفتاب) در ماهیتابهی بزرگی می‌ریختند و تا صبح روز بعد به آن دست نمی‌زدند. خامهی شیر به دلیل سبک بودن، روی شیر جمع می‌شد. سپس نان را روی شیر می‌انداختند تا خامهی شیر به آن بچسبد. به این نان نوشیری» گفته می‌شود که به عنوان صبحانه آن را می‌خوردند.
- کال جوش: «کال» به معنای نارس، خام، و نپخته‌است. در این نوع غذا، کال به معنای جوشیدن ناقص است (به سخن دیگر، غذا نیاز به جوشیدن زیاد ندارد). کال جوش یکی از غذاهای سنتی است. برای تهیهٔ آن مقداری کشک (لازم است ذکر شود که کشک‌های قدیم خشک بوده‌است) را در ظرفی قرار داده و آن را می‌پختند. پس از سرد شدن آن را می ساییدند. به کشک ساییده شده مقداری آب اضافه می‌کردند و داخل آن پیاز سرخ شده، زردچوبه، و نعناع (یا سبزی خشک شدهٔ دیگری) می‌ریختند. ظرف حاوی ترکیب مورد نظر را روی شعلهٔ آتش قرار می‌دادند تا داغ شود. البته نه تا آن اندازه که زیاد بجوشد.
- ترشدان (گورماست): این نوع ماست توسط چوپان‌ها درست و در مشک نگهداری می‌شد. ایامی که شیر گوسفندان کم بود، چوپان شیر دوشیده شده را در ظرفی قرار می‌داند و یک سنگ بسیار داغ (که روی آتش قرار داده شده بود) را داخل ظرف شیر می‌انداختند. هدف از این کار، جوش آوردن شیر در سریعترین زمان ممکن بوده‌است. شیر داغ شده (ولی جوش نیامده) را داخل مشکی که قبلاً در آن ماست وجود داشت می‌ریختند. این کار هر روز ادامه داشت.
- آش: در اکثر میهمانی‌های زنانگی آش رشته پخته می‌شده‌است. از دیگر آش‌های رایج آش چغندر، و آش بلغور جو بوده‌اند.
- شوربا: این غذا بیشتر برای مریض تهیه می‌شد و در آن از برنج، سبزی، و نمک استفاده می‌شود و همانند سوپ امروزی، به صورت آبکی است.
- شیر برنج: این غذا با استفاده از شیر و برنج تهیه می‌شد و آب دار بوده‌است.
- سایر غذاها: غذاهای دیگری مصرف می‌شد از جمله: حریره، آش بلغور، اشکنه، آب گوشت دستی، چرب و شیرین، خاگینه، .... که از توضیح آن‌ها خودداری می‌شود. چاشنی‌ها: چاشنی غذاها پونه، نعناع، برگ گل محمدی، کرفس، و … بوده‌است.

## جغرافیا

### نام بیابان‌های دهق:
دوچاهی، سه چاهی، چاه مری، چشمه پتو، چامل حیدر، سور دنبه، لازرد، لاچزون،
لاقل حجی، دوتو، قاسم جازیف، بادومی، لاوج و زرد بلند

### نام دشت‌ها:
دشت پایین، دشت بالا، کوچه عربا و سر پل دوتیشه آرییس نهرخلج

### نام کوه‌ها:
کوه کافر، کوه لافره، کوه لجندر، و کوه پادیسف و کوه اق و واق

## آداب و رسوم
در قدیم ساکنان هر محله دارای مسجد، حمام و میدان تجمع بودند که در کارهای شهر و مسایل مشترک در میدان حضور به هم می‌رساندند و با بررسی و مشاوره و مشارکت یکدیگر، مشکلات را حل می‌کردند. در ضمن محل بازی بچه‌های محله هم بود.
گاهی هم تجمع‌ها به برخوردها و پیش آمدن اختلافات فردی یا دسته جمعی و نزاع و درگیری منجر می‌شد که به قطع رابطه افراد و خانواده‌ها منجر می‌شد. نکتهٔ شایان ذکر این است که اگر درگیری و نزاعی در قدیم پیش می‌آمد این درگیری مردانه بود و به هیچ وجه طرفین مسایل را به زنان نمی‌کشاندند، به طوری که زنان، حتی در ایام درگیری مردان، در امنیت کامل در کوچه و خیابان به راحتی رفت و آمد می‌کردند؛ ولی هنگامی که برای یک طرف منازعه یا پیشامد ناگواری از قبیل فوت و غیره روی می‌داد، طرف مقابل مسئله را نادیده می‌گرفت و با شرکت در مجالس ترحیم در مسجد و غیره و اظهار همدردی، کدورت رفع می‌شد.
در ایام عید نوروز نیز کوچک‌ترها بدون توجه به اختلافات محلی و خانوادگی به منظور عرض تبریک، به دیدن بزرگترها می‌رفتند. به‌طور کلی با برگزاری مراسم عید بیشتر کدورت‌ها برطرف می‌شد. در مسایل کلی، هنگامی که نیاز بود که سران فامیل و خانواده‌ها تجمع یابند، «جارچی» به پشت بام مسجد جامع می‌رفت و با صدای بلند مراتب را به اطلاع کلیهٔ اهالی می‌رساند و در این مسجد یا در منزل یا محل معرفی شده، مردان برای بررسی و تصمیم‌گیری جمع خانواده‌ها برای تهیه و تأمین لبنیات سالیانه (شیر، ماست، پنیر، کره، کشک و دوغ) هر روز شیر گوسفند و گاو خود را می‌دوشیدند و تحویل یک نفر می‌دادند. او نیز شیرهای جمع شده را طبق صورت و نوبت به اشخاص می‌داد و به این ترتیب لبنیات روزانه و سالیانهٔ خانواده‌ها تأمین و ذخیره می‌شد.

## ضرب‌المثل‌ها
ضرب‌المثل‌ها
۱. آتیش که روشن شد تر و خشک با هم می‌سوزند (در حوادث گناهکار و بی گناه با هم از بین می‌روند).
1. آدم حسود پیازش کونه نمی‌کنه)
2. از آتیش خاکیستر به عمل می آد (مشابه: گندم از گندم بروید جو ز جو).
3. از بابا مردن نمی‌ترسم، می‌ترسم عزراییل در خونمو یاد بگیره (نگرانی از تکرار حادثه)
4. از دیگ چوبی حلوا نمی‌خورن (به معنای اعتماد نداشتن به شخصی یا چیزی).
5. از سه چیز حذر کن: زن سیلیطه، دیوار شکسته، سگ درنده.
6. از شما عباسی، از ما رقاصی (به معنای این که شما پول بده ما کار می‌کنیم).
7. از قاطر پرسیدن بابات کیه؟ گفت: ننم مادیونه (به معنای افرادی که نمی‌خواهند اصل و

نسب خود را بگویند و پنهان‌کاری می‌کنند).
۸. از ماست سربسته چی دیدیم که از دوغ ترش ببینیم (به معنای امید به کسی یا چیزی
نداشتن).
۱۷.ک اندهو سوسک (به معنای شبیه بودن )

## بازی‌های محلی
قدیم بازی‌های مختلفی وجود داشت که کودکان، نوجوانان، و حتی جوانان و میانسالان نیز برخی از آن‌ها را بازی می‌کردند که نام چند مورد از آن‌ها ذکر می‌شود:
1. اول که اولینه
2. گوگ چاله ای
3. زتاری
4. چوری به چوری
5. قلعه را من دارم
6. جو و گندمی
7. دورنه ای
8. توپ به هم زنی
9. قوز بازی
10. توی توی عباسی
11. قاینکی (قایمنکی)
12. جوق و پلی
13. ماماقوری
14. هفت سنگی
15. لری
16. گوگ زیرش گنی
17. چارخونه ای
18. یک لنگی
19. ساعت بازی (با ساقهٔ گندم)
20. خونه ای با صدای داع چشم بسته
21. تن‌تن
22. و …

## مراکز آموزشی
- دانشگاه آزاد اسلامی دهق
- دانشگاه پیام نور دهق

## اماکن مذهبی
- امامزاده تقی بن محسن بن موسی بن جعفر
- مسجد جامع از آثار تاریخی اسلامی که ثبت ملی گردیده‌است.
- مصلی امام خمینی (ره)
- مهدیه